# Жёди, Ив
Ив Жёди (фр. Yves Jeudy; 5 мая 1958, Гаити — 12 октября 2008, Гаити) — гаитянский боксёр. Участник летних Олимпийских игр 1976 года, бронзовый призёр Центральноамериканских и Карибских игр 1974 года.

## Биография
Ив Жёди родился 5 мая 1958 года в Гаити.
В 1974 году завоевал бронзовую медаль Центральноамериканских и Карибских игр в Санто-Доминго в весовой категории до 60 кг.
В 1976 году вошёл в состав сборной Гаити на летних Олимпийских играх в Монреале. В весе до 60 кг в 1/16 финала победил Дэвида Олеме из Камеруна, 1/8 финала прошёл без боя, а в четвертьфинале проиграл Аце Русевскому из Югославии — судья остановил бой.
В 1982—1983 годах выступал в профессиональном боксе. Провёл два поединка в Порт-о-Пренсе против Клайва Эллиса с Ямайки и оба раза проиграл нокаутом.
Умер 12 октября 2008 года в Гаити.